# All People’s Congress (Sambia)
All People’s Congress ist eine politische Partei in Sambia.
Die APC war eine Gründung des einstigen Rechtsanwalts, Bankers und Politikers Winright Kenneth Ngondo für die Wahlen in Sambia 2001, bei denen er sich als Präsidentschaftskandidat bewarb. Ihm wurden jedoch nur Außenseiterchancen eingeräumt. Bei den Wahlen in Sambia 2006 trat Kenneth Ngondo erneut an und konnte 20.921 Stimmen (0,76 Prozent) auf sich vereinigen – das geringste Ergebnis von allen Präsidentschaftskandidaten.
Winright Ngondo, über den nicht viel bekannt ist, soll den Vorsitz des Federal Committee während der Diktatur des Kenneth Kaunda innegehabt haben, gehört also wie Gwendoline Konie zu den Exponenten der Fraktionen der UNIP, von denen fast jeder eine Partei gründete, um politisch zu überleben. Konie zog 2005 die Konsequenz, Ngondo noch nicht.